# 蘭學事始

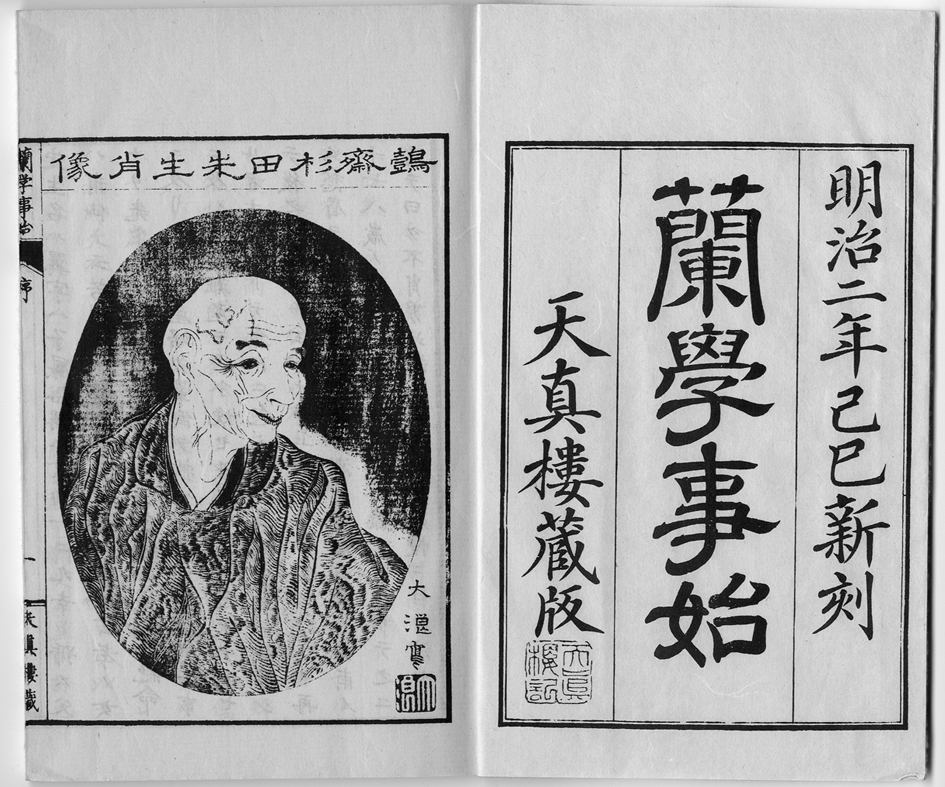
『蘭学事始』明治2年刊

蘭学事始是由杉田玄白于年号12年（1815年）所写的一部回忆录，他在書中以亲历者的角度介紹兰学剛引入日本時的情況，並且他還将該著作寄给大槻玄沢。該回忆录分为上下两篇。 

## 撰寫以及流傳過程
日本兰学的先驱杉田玄白担心他去世後兰学剛引入日本時的情況可能会被后人误传，因此他决定將自己的經歷寫下來。文化11年（1814年），作品大致完成，然后杉田玄白请他的学生大槻玄沢进行校订，該屬書最终于文化12年（1815年）完成。
这本书的手寫稿只有两本，其中一本是杉田玄白的原稿，另一本是手抄本，原稿保存在杉田玄白的家中，杉田玄白將手抄本送給大槻玄沢。
杉田玄白家的手稿在安政江戶地震中遗失，而大槻玄沢家的手抄本後來也一度不翼而飛，人們一度以為該書失傳。不過在幕末时期，神田孝平在湯島的路边摊偶然发现了大槻玄沢家的抄本，該手抄本經杉田玄白的曾孙杉田廉卿校对後，福泽谕吉等人將該書出版。

## 内容
戰國時代末期，日本開始與西洋接觸，蘭方医学逐步發展，青木昆陽和野吕元丈等人開始研究荷蘭語。其中一項重要工程是翻譯荷蘭醫學書籍《塔爾赫爾解剖學》，明和8年（1771年）3月4日，前野良沢、杉田玄白、中川淳庵等人參觀了位於小塚原的刑場，而且親自觀摩解剖死刑犯的過程，他們對《塔爾赫爾解剖學》中精確的圖片留下深刻印象，因此他們決定將該書翻譯成日文。在當時沒有辭典的環境下，他們辛苦地翻譯，最終在安永3年（1774年）以《解體新書》的名義出版《塔爾赫爾解剖學》的日文版。前野良沢的名字在《解體新書》中並未被記載，人們正是通過《蘭学事始》才得知他的貢獻。此外，《蘭学事始》還記載了同一時期其他的蘭学者，如平賀源內、桂川甫周、建部清庵、大槻玄沢、宇田川玄真、稲村三伯等人的故事。